# 兑换桥
兑换桥（法語：Pont au Change），法國巴黎桥梁，横跨塞纳河以及河流中间的西岱岛。桥梁连接第一区的正义宫和巴黎古监狱以及右岸第四区的沙特莱剧院。